# چرنیشو (دهانه)
چرنیشو یک دهانه برخوردی در ماه‌ است.

## دهانه‌های اقماری
این دهانه ۱ دهانه اقماری دارد.
| Chernyshev | عرض جغرافیایی | طول جغرافیایی | قطر          |
| ---------- | ------------- | ------------- | ------------ |
| B          | ۴۸.۵° N       | ۱۷۵.۷° E      | ۲۰.۰ کیلومتر |